# Acacia pravissima
Acacia pravissima är en ärtväxtart som beskrevs av Ferdinand von Mueller. Acacia pravissima ingår i släktet akacior, och familjen ärtväxter. Inga underarter finns listade i Catalogue of Life.

## Bildgalleri

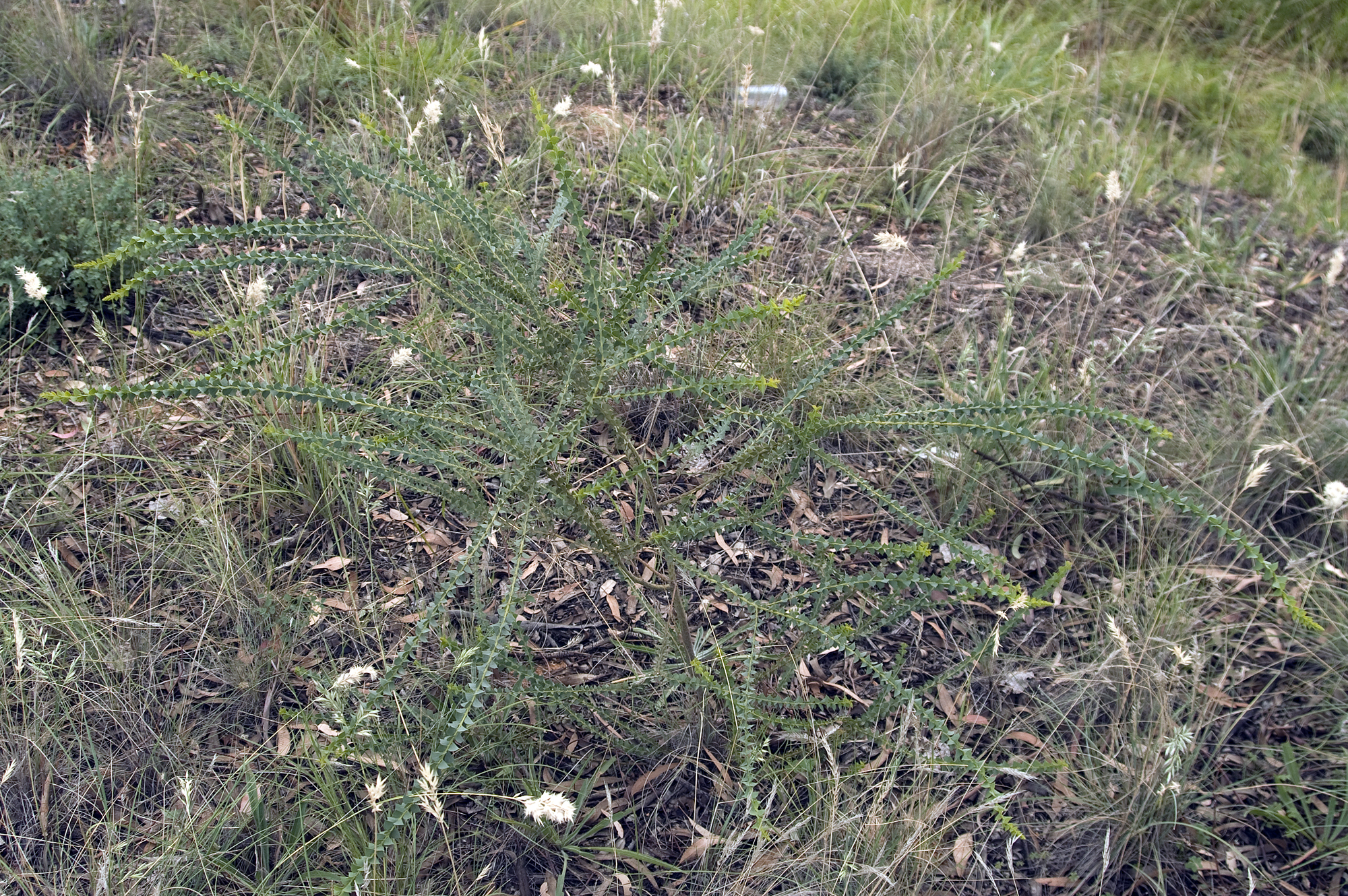
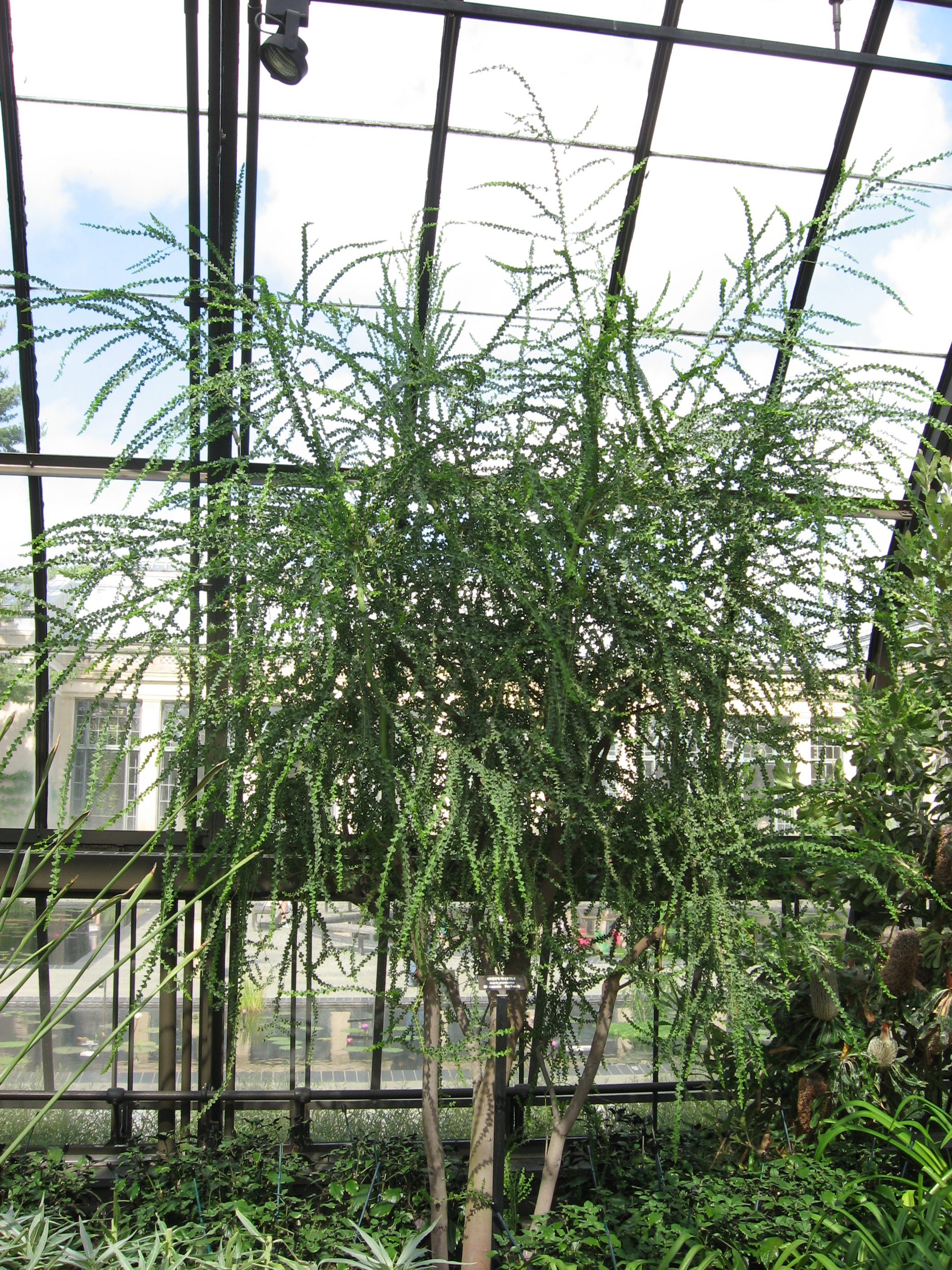